# Inventar zur Erfassung Interpersonaler Probleme
Das Inventar zur Erfassung Interpersonaler Probleme (IIP-D dt. Version; engl. Inventory of Interpersonal Problems, IIP) ist ein Fragebogen zur Erfassung interpersonaler Probleme, der sich am Interpersonalen Circumplex-Modell orientiert. Es handelt sich um ein häufig eingesetztes Instrument im Rahmen der Psychotherapieforschung.

## Entwicklung
Ausgehend von der Beobachtung, dass Psychotherapiepatienten häufig über interpersonelle Probleme berichten, versuchte Leonard M. Horowitz diese Probleme zu beschreiben und zu klassifizieren. Auf der Basis einer Studie entwickelte Horowitz eine erste Version des IIP mit ursprünglich 129 Items. Dieses Instrument wurde später von Lynn E. Alden, Jerry S. Wiggins und Aaron L. Pincus auf die Kompatibilität seiner Faktorenstruktur mit dem zweidimensionalen Interpersonalen Circumplex-Modell analysiert. Auf dieser Basis wurde das heute übliche, acht Skalen und 64 Items umfassende IIP-C konstruiert.
Das IIP wurde 1987 von Bernhard Strauß und Hans Kordy ins Deutsche übersetzt und für den deutschen Sprachraum validiert.
Es liegen publizierte Übersetzungen des IIP für den dänischen, norwegischen und schwedischen Sprachraum vor, sowie nicht-publizierte Übersetzungen ins Spanische, Portugiesische, Französische, und Holländische.
Für den englischen Sprachraum wurde inzwischen auch eine Kurzform mit 32 Items konstruiert und validiert (IIP Short Circumplex Form, IIP-SC).

## Skalen
Die 64 Items des IIP-D lassen sich folgenden acht Skalen zuordnen:
- zu autokratisch/dominant (PA)
- zu streitsüchtig (BC)
- zu abweisend (DE)
- zu introvertiert (FG)
- zu unterwürfig (HI)
- zu ausnutzbar (JK)
- zu fürsorglich (LM)
- zu expressiv (NO)

Zudem besteht die Möglichkeit, die individuelle Ausprägung auf den beiden Hauptachsen des Circumplex-Modelles (Zuneigung und Dominanz) zu errechnen.

## Anwendung
Der IIP wurde primär für den Einsatz im klinischen Bereich konstruiert.